# O Jovem Messias
The Young Messiah (br/pt: O Jovem Messias) é um filme de drama cristão de 2016, contando a infância de Jesus.
O filme é baseado no livro "Christ the Lord: Out of Egypt"  (ou Cristo Senhor: A Saída do Egito, em português) de autoria à Anne Rice.

## Enredo
O filme conta a história da infância e juventude de Jesus Cristo de Nazaré.
Começa no nascimento de Jesus, em Belém, quando o Rei Herodes ordena aos seus soldados à caçarem Jesus, precavido que ele não "roubasse seu trono". Assim ele (Jesus), sua mãe (Maria) e seu pai (José) vão à caminho do Egito para fugir da ameaça de Herodes.
Aos 7 anos, como toda criança, Jesus queria brincar, se divertir com outra crianças. Porém seus deveres acabavam barrando sua vontade. Em um certo momento, Jesus ressuscita um pássaro morto, o que seria seu primeiro milagre. O filme também cita que Jesus sofria bullying em sua juventude.
Aos 7 anos, quando Jesus retorna com sua família do Egito para sua casa em Nazaré, ele descobre a verdade sobre sua vida. [7] [8] Ele percebe que ele é o Filho de Deus, enviado por Deus, para ser o salvador da humanidade.
O filme começa com Jesus tocando em Alexandria com seus primos quando um dos meninos locais "Eliezer" bate em Jesus e então se volta para sua prima feminina. Satanás lança uma maçã antes do bully Eliezer e ele cai na morte dele. Então Satanás vira a multidão contra o jovem menino Jesus e eles se reúnem em torno de acusá-lo de xingar Eliezer. Sua mãe o salva da multidão, mas enquanto ele e seus primos se escondem na casa, eles pedem ao jovem Jesus que faça a Eliezer o que ele fez ao jovem pássaro. A câmera corta um flashback de um jovem Jesus trazendo um pássaro morto à vida.
Jesus sai da casa e da casa de Eliezer, onde se preparam os preparativos para seu desenterro e enterro. Quando ele levanta Eliezer da morte, o rapaz logo retoma a batida de Jesus. Os pais de Eliezer pedem a José, Jesus e Maria que saem de Alexandria dizendo que "7 anos é mais que suficiente".
Joseph diz a Mary, tio Cleopas e sua família extensa que ele teve um sonho e é hora de voltar para Israel porque Herodes está morto. Mary insiste em voltar para Nazaré em vez de Belém. A família parte para Israel.
No caminho para Israel, Jesus e sua família se deparam com um Cleophas cada vez mais indisposto e embora a Sra. Cleophas peça a Jesus para curá-lo, Jesus diz que não pode, porque ele foi convidado a não fazê-lo. Como a família descansa, Jesus corre para jogar e entra diretamente em uma emboscada com judeus rebeldes à espera de uma cavalaria romana passando. Um dos rebeldes tenta afugentar o menino Jesus e quando os romanos se tornam suspeitos e o ataque começa, o rebelde afasta o jovem Jesus do caminho do dano e sacrifica sua própria vida. Um dos Centuriões salva o menino Jesus de um dos soldados romanos.
Jesus corre para sua família para encontrar Cleopas cada vez mais delirando e delirando pelo rio Jordão. Jesus não pode resistir e se move para curar seu tio Cleopas. Enquanto ele cura seu tio, a notícia se espalha e atinge o novo rei judeu que ordena seu Centurião romano para encontrar o curandeiro e executá-lo.
Jesus e a família se depararam com um homem que violou uma senhora à beira da estrada. A dama faca o atacante e o mata. José e tio Cleopas enterram o atacante morto e a vítima se junta à família em sua estrada para Nazaré. No caminho para Nazaré, Jesus e a santa família encontram crucificações de rebeldes judeus.
Ao chegarem em sua casa familiar em Nazaré, os soldados romanos chegam e acusam-nos de banditismo e rebelião. A avó Sarah chega no tempo e compartilha bolos doces e bom vinho para dar aos soldados. Os soldados são conquistados pela hospitalidade e poupar Joseph e o clã estendido.
O centurião retorna a Herodes no meio de um entretenimento de dança do ventre. Ele informa ao Centurião que ele apenas crucificou um homem que lhe contou sobre o retorno de Jesus. O informador crucificado conta ao centurião da direção geral e informa-o de um camelo que ele deu ao menino como um presente.
A criança Jesus é levada ao rabino para estudar. Ele espanta-os com sua sabedoria e conhecimento e eles o aceitam, mas Jesus se desvanece no caminho de volta. Satanás tormenta Jesus enquanto ele não está bem e diz-lhe que seus pequenos milagres não significarão nada.
Jesus é restaurado para a saúde e ele pede para visitar Jerusalém para a Páscoa. Os centuriões seguem Jesus para a casa de Sara em Nazaré, mas já partiram para Jerusalém. Os soldados extraem informações sobre o nome do menino. Os soldados interceptam os viajantes na estrada, mas a família sai da estrada e se esconde nas cavernas.
Jesus se afasta da caverna no meio da noite para Jerusalém, pedindo a Deus orientação e segurança. Jesus entra em Jerusalém, seus pais seguem procurando por ele. Jesus recebe algumas moedas por peregrinos bem-intencionados e ele usa as moedas para salvar uma pomba de sacrifício e liberta-a. Jesus encontra um rabino cego e pergunta sobre o que aconteceu há 7 anos em Belém. Satanás guia os Centuriões para o menino pelo rabino. O rabino é curado pelo jovem Jesus.
Os cantos do centurião Jesus e as pessoas no templo se reúnem em torno de Jesus alegando que ele é o menino que curou o rabino. O Centurion Severus reconhecendo que todos os olhos estão com ele desiste de matar o menino e pede que eles deixem o templo.
Severus the Centurion falsamente relata a Herodes que o jovem Jesus foi assassinado por ele. Maria responde a Jesus todas as perguntas que ele estava procurando. O filme termina com Jesus correndo para sua família e querendo ser uma criança.

## Elenco
- Adam Greaves-Neal como Jesus
- Sean Bean como Severus
- David Bradley como o velho Rabino
- Lee Boardman como a Roman squad leader
- Jonathan Bailey como Herod
- David Burke como a blind Rabbi
- Rory Keenan como o Demonio
- Isabelle Adriani como Seleni
- Vincent Walsh como José
- Agni Scott como Miriam
- Sara Lazzaro como Maria
- Paul Ireland como Optio
- Jarreth J. Merz como Aaron, pai de Eliezar
- Dorotea Mercuri como mãe de Eliezar
- Christian McKay como Cleopas
- Jane Lapotaire como Sarah
- Clive Russell como Weer
- Niccolò Sennicomo Pilgrim